# Lillsjön (Hällesjö socken, Jämtland, 698386-150253)
Lillsjön är en sjö i Bräcke kommun i Jämtland och ingår i Ljungans huvudavrinningsområde. Sjön har en area på 0,11 kvadratkilometer och ligger 322,4 meter över havet. Sjön avvattnas av vattendraget Finntjärnbäcken.

## Delavrinningsområde
Lillsjön ingår i det delavrinningsområde (698492-150219) som SMHI kallar för Mynnar i Gastsjön. Medelhöjden är 375 meter över havet och ytan är 4,29 kvadratkilometer. Räknas de 2 avrinningsområdena uppströms in blir den ackumulerade arean 21,35 kvadratkilometer. Finntjärnbäcken som avvattnar avrinningsområdet har biflödesordning 5, vilket innebär att vattnet flödar genom totalt 5 vattendrag innan det når havet efter 166 kilometer. Avrinningsområdet består mestadels av skog (83 procent). Avrinningsområdet har 0,11 kvadratkilometer vattenytor vilket ger det en sjöprocent på 2,5 procent.